# 泡菜

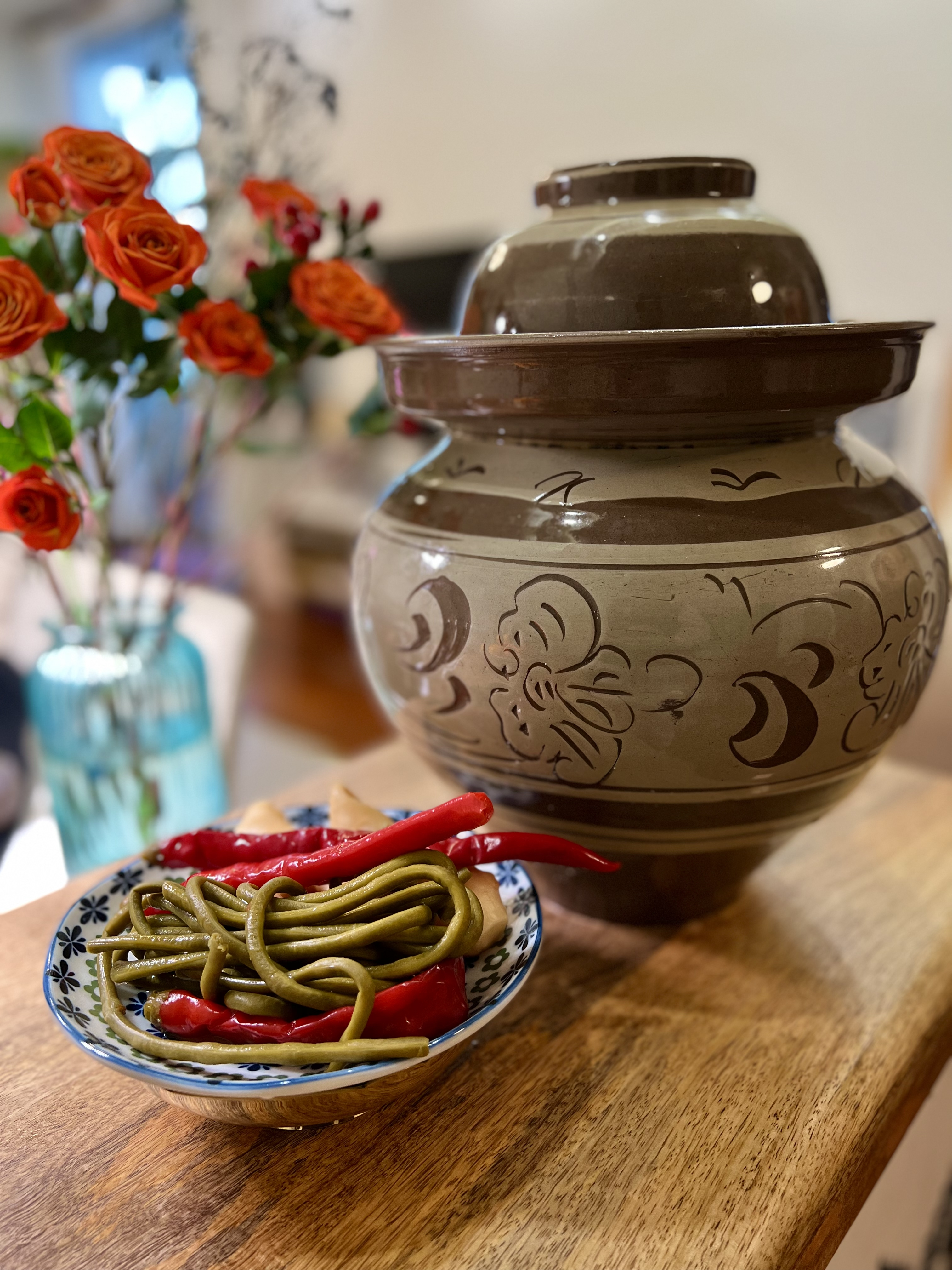
四川泡菜

泡菜，在中國古稱菹，是指為了利於長時間存放而經過發酵的蔬菜。一般來說，只要是纖維豐富的蔬菜或水果，都可以被製成泡菜；像是捲心菜、大白菜、紅蘿蔔、白蘿蔔、大蒜、青蔥、小黃瓜、洋蔥、辣椒等。蔬菜在經過醃漬及調味之後，有種特殊的風味，許多人會當作是一種常見的配菜食用。所以現代人在食材取得無虞的生活環境中，還是會製做泡菜來食用。世界各地都有泡菜的影子，風味也因各地做法不同而有異。已製妥的泡菜有豐富的乳酸菌，可幫助消化。若是誤食遭到污染的泡菜，容易食物中毒。
用醋或醬油醃漬的菜有時也被稱為泡菜，例如台式泡菜、黃金泡菜，但是這些菜餚未經過發酵。

## 历史

### 中国
中国的泡菜于3100多年前的商代武丁时期，那时的劳动人民就能用盐来渍梅烹饪用。
由此可见，中国的盐渍菜应早于《诗经》，应起源于3100年前的商周时期。泡菜历史悠久，流传广泛，几乎家家会做，人人吃，甚至在筵席上也要上几碟泡菜。
据北魏贾思勰的《齐民要术》一书中，就有制作泡菜的叙述，可见至少一千四百多年前，中国就有制作泡菜的历史。在清朝，川南、川北民间还将泡菜作为嫁奁之一，足见泡菜在人民生活中所占地位。
泡菜营养价值：泡菜的主要原料是各种蔬菜，泡菜中维生素及钙、铁、磷等矿物质含量丰富，其中豆类还含有丰富的全价蛋白质。在泡制过程中，蔬菜的温度一直保持在常温下，蔬菜中的维生素C和B族维生素不会受到破坏，因此，泡菜比起炒菜来营养价值更高。
东汉经学家、文字学家许慎的《说文解字》记载，菹者，酸菜也。“菹”是世界上第一个关于泡菜、酸菜的专用字。北魏农学家贾思勰在《齐民要术》记载了利用厌氧发酵制作泡菜的详细方法。唐宋时期泡菜发展出酱渍、醋渍、糖渍等多个品种。元明清时泡菜不论品种还是工艺都发展快速，清代袁枚所著的《随园食单》中也有对应的记载。

## 發酵原理
乳酸菌可以在無氧、高鹽分的環境下生存，並且會把糖轉換成乳酸。蔬果以及人的皮膚表面都有許多乳酸菌。只要將蔬果泡在鹽水中，放在常溫下，就會發生乳酸發酵，在幾天內讓酸鹹值下降，讓其他有害的微生物無法生存，食物因而得以長期保存。

## 各地的泡菜

### 大中華地區
中式做法有時會先將蔬菜燙過或是日曬，然後泡在鹽水或洗米水中發酵。南方較常用芥菜類，北方較常用大白菜。較有名的有四川泡菜、榨菜、中式酸菜、酸筍、泡椒、福菜、梅菜、淅川酸菜。其中四川泡菜較特別的是會再加入香料和酒。
中國傳統做法有分為鹹菹和湯菹。鹹菹會將菜捆作小束，用極鹹的鹽水洗過後，放入瓮中。用洗菜的鹽水澄清，入瓮，沒菜即止，不必調和，色仍青。用時，水洗去醎汁，煮為茹與生菜無異。湯菹則將蔬菜放入熱湯中川燙，再用冷水濯過，放入鹽醋和胡麻油。若蔬菜萎縮，水洗漉出，經宿生之，然後煠，乾葉屑之，和穀類一起煮成粥，然後食用。

### 韓國
韓式泡菜，特色是使用大量的辣椒，通常會加入海鮮、蒜、葱、米漿糊等，放在甕中發酵。

### 歐洲
德式酸菜、酸黃瓜。

### 中東
波斯語稱為torshi，土耳其稱為turşu，使用各種食材，會加入香料、香草、檸檬汁或是醋。土耳其人認為泡菜汁是一種對身體有益的飲料。

### 南亞
常用青芒果或檸檬做成，加入許多香料，特點是會加入油，並且發酵時會直接放在太陽下曬。

## 健康影響
泡菜對健康的影響有利有弊，正面的影響是其中含有許多益菌和維生素，負面的影響則是其中的鹽分和亞硝酸鹽。
傳統的泡菜做法，為了避免雜菌滋生，會加入一定比例的鹽，因此吃太多泡菜會攝入過多的鹽。一個減鹽的方法是食用前先泡水或是水煮，去除過多的鹽分，但這也可能影響風味。
泡菜在腌制过程中，前一至二周內会产生亚硝酸盐，可与氨基酸的降解產物（二級胺）生成对动物具致癌性的亚硝胺，攝入亞硝胺與胃癌、食道癌的發生有著正相關性。若是發酵時間較長（兩周以上），亞硝酸鹽會再被轉換成硝酸鹽，就能大幅降低致癌的危險。亚硝酸盐的含量与盐浓度、温度、腌制时间等众多因素密切相关。韓國人的胃癌人口世界第一，便可能是吃太多泡菜的關係。

## 以泡菜為調味的衍生菜色
- 泡菜炒飯
- 泡菜炒豬肉、泡菜炒肉片
- 泡菜煎餅、泡菜海鮮煎餅
- 泡菜火鍋
- 泡菜拉麵

## 外部連結
- 泡菜女王 - 黃金泡菜傳奇【美食台灣紀錄片系列一】 （页面存档备份，存于）
- 【楊桃美食網】快速做台式泡菜 （页面存档备份，存于）

## 延伸阅读
[在维基数据编辑]